# Kode landskommun
Kode landskommun var en tidigare kommun i dåvarande Göteborgs och Bohus län.

## Administrativ historik
Kommunen bildades som storkommun vid kommunreformen 1952 genom sammanläggning av de tidigare kommunerna Hålta, Jörlanda och Solberga. Den fick sitt namn efter tätorten Kode.
Kommunen upplöstes med utgången av år 1970, då området motsvarande Jörlanda församling tillfördes Stenungsunds kommun, medan Hålta församling och Solberga församling gick till Kungälvs kommun.
Kommunkoden var 1414.

### Kyrklig tillhörighet
I kyrkligt hänseende tillhörde kommunen församlingarna Hålta, Jörlanda och Solberga.

## Geografi
Kode landskommun omfattade den 1 januari 1952 en areal av 145,30 km², varav 143,51 km² land.

### Tätorter i kommunen 1960
I Kode landskommun fanns den 1 november 1960 ingen tätort. Tätortsgraden i kommunen var då alltså 0,0 procent. Orten Kode blev tätort 1965.

## Politik

### Mandatfördelning i valen 1950–1966
| 7 | 6 | 10 | 4 | 8 |

| 35 |

| 7 | 11 | 11 | 6 |

| 34 |

| 6 | 2 | 11 | 5 | 11 |

| 34 |

| 7 | 12 | 6 | 10 |

| 34 |

| 7 | 11 | 7 | 10 |

| 33 |